# Новогард (гміна)
Гміна Новогард (пол. Gmina Nowogard) — місько-сільська гміна у північно-західній Польщі. Належить до Голеньовського повіту Західнопоморського воєводства.
Станом на 31 грудня 2011 у гміні проживало 24989 осіб.

## Територія
Згідно з даними за 2007 рік площа гміни становила 338.66 км², у тому числі:
- орні землі: 65.00%
- ліси: 26.00%

Таким чином, площа гміни становить 20.94% площі повіту.

## Населення
Станом на 31 грудня 2011:
| Опис     | Загалом | Загалом | Чоловіки | Чоловіки | Жінки | Жінки |
| -------- | ------- | ------- | -------- | -------- | ----- | ----- |
| одиниця  | осіб    | %       | осіб     | %        | осіб  | %     |
| все      | 24989   | 100     | 12306    | 49.25    | 12683 | 50.75 |
| міське   | 17028   | 100     | 8279     | 48.62    | 8749  | 51.38 |
| сільське | 7961    | 100     | 4027     | 50.58    | 3934  | 49.42 |

## Сусідні гміни
Гміна Новогард межує з такими гмінами: Гольчево, Добра, Машево, Осіна, Плоти, Пшибернув, Радово-Мале, Ресько.